# St. Laurentius (Elleringhausen)
Die katholische Filialkirche St. Laurentius ist ein Kirchengebäude in Elleringhausen, einem Ortsteil der Stadt Olsberg im Hochsauerlandkreis (Nordrhein-Westfalen).

## Geschichte und Architektur der alten Kirche
Ursprünglich stand an der Stelle eine 1762 gebaute Kapelle, die 1890 abgebrochen wurde. Von der alten Kapelle befinden sich noch Zeichnungen in der Pfarrchronik von 1889.
Die erste urkundliche Erwähnung einer Kapelle stammt aus dem Jahr 1572, aber es wird bereits in einer Auflistung der Kirchen des Dekanats Meschede von 1543 der Ort Elleringhausen erwähnt, sodass davon auszugehen ist, dass zu dieser Zeit bereits eine Kirche bestanden haben muss. Diese erste Kapelle existierte bis 1890. Sie war zunächst nur ein einfacher Schieferbau mit nachträglich eingebautem Holzgewölbe. 1678 wurde die Kapelle um einen Viereckschor, einen kleinen Turm und eine Sakristei erweitert.  Regelmäßige Gottesdienste fanden ab 1753 statt. In der zweiten Hälfte des 19. Jahrhunderts war der Zustand der Kapelle so schlecht, dass sie polizeilich geschlossen und schließlich 1890 abgerissen wurde. Im selben Jahr wurde mit dem Bau einer neuen Kirche begonnen. Die dem hl. Laurentius geweihte Kirche war einschiffig mit drei Jochen und tiefen Schildbögen. Die Chorapsis war halbrund, der Turm stand südlich neben dem Chor. Die Kanten des Triumphbogens bei dem rechteckigen Bau waren stark gebrochen. Die Wände der Südwand waren durch drei, die der Nordwand durch zwei und die beiden Chorwände jeweils durch ein Segmentbogenfenster gegliedert. Hinter dem Altar befand sich eine kleine Sakristei, von da aus führte eine Treppe zum Dach. Über dem Chordach, angelehnt an den Ostgiebel des Langhauses war ein kleiner quadratischer Glockenturm mit einem aufgesetzten Zeltdach. Die Decke im Langhaus war anfänglich eine glatte Spalierdecke, wurde dann später mit einer Korbbogentonne gewölbt, sie reichte bis zu den Kehlbalken im Dach. Die alte Kirche wurde 1969 abgerissen, an ihrer Stelle wurde ein neuer Dorfplatz angelegt.

## Neue Kirche von 1964
Die neue St.-Laurentius-Kirche wurde vom Architekten Johannes Becker aus Kassel entworfen. Die Ausstattung wurde maßgeblich von E. Suberg beeinflusst. Die Kirche steht am nördlichen Ortsrand im Wiesengrund an der Landstraße nach Olsberg. Der Turm der schmucklosen, im typischen Stil der 1960er Jahre gehaltenen Betonkirche steht etwas abseits.